# Rechenberg (Schiff)
Die Rechenberg war ein kombiniertes Passagier- und Frachtschiff und sollte auf dem afrikanischen Tanganjikasee zum Einsatz kommen.

## Geschichte
Die Rechenberg war das zweite von drei Schiffen, die speziell für den Betrieb auf dem Tanganjikasee im Westen der Kolonie Deutsch-Ostafrika vorgesehen waren. Das erste Schiff, die Goetzen, war bereits 1913 in zehn Monaten erbaut worden und 1914 in Einzelteilen nach Ostafrika geliefert worden.
Die Rechenberg wurde 1914 im Auftrag der Ostafrikanischen Eisenbahn-Gesellschaft auf der Meyer-Werft in Papenburg erbaut. Der Name Rechenberg stammt von Albrecht von Rechenberg, der von 1906 bis 1912 Gouverneur der Kolonie Deutsch-Ostafrika gewesen war. Auch das Vorgängerschiff der Rechenberg, die Goetzen, war nach einem ehemaligen Gouverneur von Deutsch-Ostafrika benannt worden.
Die Rechenberg, wie die Goetzen und das vorgesehene dritte Schiff, waren Dampfschiffe und sollten dem Warentransport auf dem Tanganjikasee dienen, der seit dem Februar 1914 an die Tanganjikabahn (auch Mittellandbahn genannt) angeschlossen war. Deshalb auch war eine Eisenbahngesellschaft Eigentümerin der Schiffe, die mit dem Betrieb der Schiffe von Kigoma aus, der Endhaltestelle der Bahn am See, zusätzlichen Gewinn durch den Schiffsverkehr und eine Erhöhung des Frachtverkehrs auf ihrer Bahnlinie erwartete.
Das Schiff verfügte über sieben Kabinen für Passagiere erster Klasse (Einzel mit Schlafsofa) und über fünf Kabinen zweiter Klasse (2-Bett) sowie je einen Ess- und Rauchsalon erster und zweiter Klasse. Die Maschinenanlage bestand aus zwei Rundkesseln zur Dampferzeugung für die zwei Dreifach-Expansionsmaschinen mit einer Leistung von je 250 PSi, einer Kohlensäure-Eis- und Kühlmaschine in einem isolierten Kühlraum mit einer Kapazität von drei Kilogramm Eis pro Stunde, einer Beleuchtungs- und einer Belüftungsanlage. Das Schiff war für eine Besatzung von 64 Mann (60 Mannschaften und vier Offiziere) ausgelegt.
Die Rechenberg wurde zunächst nur zusammengeschraubt, damit es für den Transport wieder in seine Einzelteile zerlegt werden konnte. Die Goetzen war in 5000 Holzkisten mit einem Gesamtgewicht von 800 Tonnen auf Güterwagen verpackt und per Bahn nach Hamburg gefahren worden. Von dort gingen die Kisten mit Schiffstransport nach Daressalam, der Endhaltestelle der Tanganjikabahn am Indischen Ozean. Dort wurden die Kisten auf die Mittellandbahn verfrachtet und nach Kigoma transportiert, wo die Goetzen wieder zusammengebaut wurde. Die praktischen Erfahrungen mit dem Schiff auf dem See zeigten einige Mängel, die aber wohl nicht mehr in den Bau der Rechenberg hätten einfließen können, sondern erst auf der Werft in Kigoma nachträglich hätten verbessert werden können.

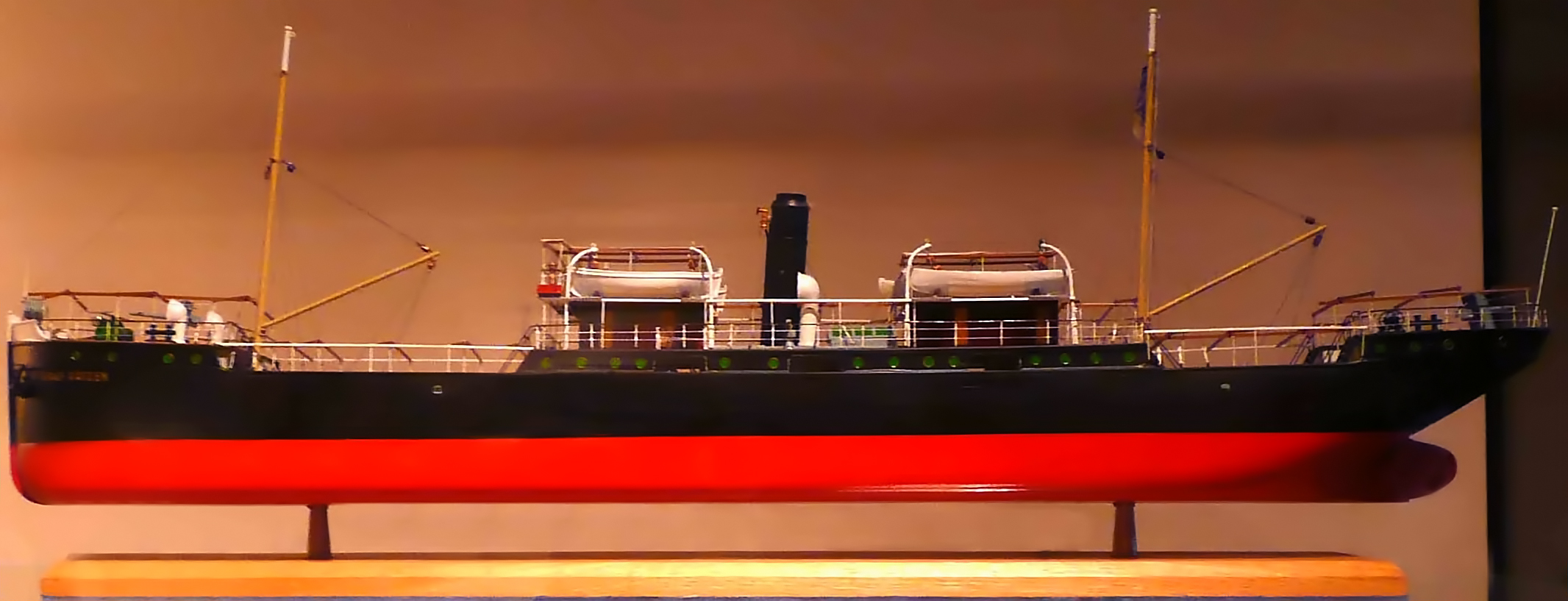
Modell des baugleichen Schwesterschiffs Goetzen

Die Rechenberg befand sich im August 1914 noch auf der Werft in Papenburg im Bau, als der Erste Weltkrieg ausbrach. Als nicht kriegswichtig wurde der Bau stillgelegt. Nach dem Krieg musste Deutschland seine Kolonien im Versailler Vertrag 1919 an die Siegermächte abtreten und so konnte das Schiff nicht mehr seiner Bestimmung gemäß genutzt werden. Auch eine andere Nutzung fand sich für die Rechenberg offensichtlich nicht, sie wurde noch auf der Helling liegend abgebrochen.
Ein Stapellauf in Papenburg war übrigens wie bei der Goetzen nicht vorgesehen, denn für den Transport in Einzelteilen nach Afrika sollte auch die Rechenberg noch auf Stapel liegend wieder abgebaut werden.
Das dritte Projekt der Baureihe mit der Amtsbezeichnung „III“ wurde nicht mehr begonnen. Vermutlich wären bei diesem Schiff die Erfahrungen mit der Goetzen im Einsatz auf dem Tanganjikasee in den Bau eingeflossen. Auch das dritte Schiff der Baureihe wäre wohl in Kisten nach Daressalam verschifft, mit der Tanganjikabahn nach Kigoma transportiert, und dort zusammengebaut worden.